# Ksar Taurirt
Ksar Taurirt (en árabe, قصر تاوريرت; en francés, Ksar Taourirt) es un pueblo fortificado en la provincia de Uarzazat de la región de Draa-Tafilalet, en el sureste de Marruecos.
Se encuentra en la parte occidental de la ciudad de Uarzazat, contigua a la Qasba de Taurirt. Sus construcciones de adobe no se han transformado desde la primera mitad del siglo XX. Permanece en gran parte habitada. Tiene una mezquita y hubo una sinagoga hasta 1956.
Este ksar ha existido desde el siglo XVII, y constituyó el núcleo primitivo de la ciudad de Uarzazat antes de la creación de la ciudad-guarnición por parte del gobierno colonial francés.
Una población judía había habitado este ksar durante varios siglos. Se estimaba en unas 130 personas en 1951 antes de las oleadas de emigración de judíos marroquíes.